# Polycentropus hebraeus
Polycentropus hebraeus är en nattsländeart som beskrevs av Lazar Botosaneanu och Gasith 1971. Polycentropus hebraeus ingår i släktet Polycentropus och familjen fångstnätnattsländor. Inga underarter finns listade i Catalogue of Life.